# Sebaa Rouadi
Sebaa Rouadi (en àrab سباع روادي, Sabʿ Rwādī; en amazic ⵙⴱⴰⵄ ⵔⵡⴰⴷⵉ) és una comuna rural de la província de Moulay Yaâcoub, a la regió de Fes-Meknès, al Marroc. Segons el cens de 2014 tenia una població total de 23.519 persones.